# Warrenton (Misuri)
Warrenton es una ciudad ubicada en el condado de Warren en el estado estadounidense de Misuri. En el Censo de 2010 tenía una población de 7880 habitantes y una densidad poblacional de 359,5 personas por km².

## Geografía
Warrenton se encuentra ubicada en las coordenadas 38°49′8″N 91°8′7″O / 38.81889, -91.13528. Según la Oficina del Censo de los Estados Unidos, Warrenton tiene una superficie total de 21.92 km², de la cual 21.68 km² corresponden a tierra firme y (1.09%) 0.24 km² es agua.

## Demografía
Según el censo de 2010, había 7880 personas residiendo en Warrenton. La densidad de población era de 359,5 hab./km². De los 7880 habitantes, Warrenton estaba compuesto por el 93.93% blancos, el 2.06% eran afroamericanos, el 0.6% eran amerindios, el 0.7% eran asiáticos, el 0.06% eran isleños del Pacífico, el 0.85% eran de otras razas y el 1.8% pertenecían a dos o más razas. Del total de la población el 3.65% eran hispanos o latinos de cualquier raza.